# Заява про місію
Заява про місію англ. mission statement, також місія — об'єднавча ідея, яка допомагає розставити пріоритети, сприяє розвитку всередині організації та допомагає з'ясувати стратегію розвитку.
Заява про місію допомагає спрямувати зусилля всіх членів організації в єдине русло і пояснити їм спільні завдання, філософію компанії і її майбутнє.

## Формування місії
При формуванні місії організації слід відповісти на питання:
- Що робить організація, і які послуги вона «продає»?
- Для кого існує організація?
- Які потреби людей організація хоче вирішити?
- Що визначає успіх організації чи робить її успішною?
- Яким чином організація досягне успіху?
- Критерії успішної місії організації

## Вимоги
Місія має надихати людей всередині організації. Правильно сформульована місія:
- Має відповісти на питання «як?». Як саме організація покращує життя людей?
- Має бути унікальною, не схожою на заяви конкурентів.
- Має формулюватися чітко та трактується однозначно.
- Має легко запам'ятовуватися
- Має бути реалістичною, відповідати тому, що робить організація
- Має говорити про переваги, акцентувати на унікальності послуг організації